# بیشینه وزن برخاست

بیشینه وزن برخاست (نام علمی: Maximum takeoff weight (MTOW)) یک هواپیما بیشترین وزنی است که در آن خلبان مجاز به برخاستن است که به‌علت ساختار یا سایر محدودیت‌های هواپیماست.